# سيد أباد (بمبور الغربي)
سید أباد (بالفارسية: سیدآباد) هي قرية تقع في إيران في قسم بمبور الغربي الريفي. يقدر عدد سكانها بـ 1,153 نسمة .